# Blair Brown
Blair Brown (Washington D.C.; 23 de abril de 1946), es una actriz y directora de cine y televisión, quien ha tenido una serie de funciones de alto perfil, incluyendo un Premio Tony, ganadora a su vez en Broadway en "Copenhagen" y el personaje del título en la comedia de televisión-drama "The Days and Nights of Molly Dodd" por la que recibió cinco nominaciones a los premios Emmy.
Brown ha sido presentada en Broadway de James Joyce, "The Dead", con Christoper Walken, "Cabaret", "The Secret Rapture", "The Threepenny Opera" y "Arcadia".
Encarnó a Nina Sharp en la serie de Fox Fringe entre 2008 y 2013.
2016 Encarnó a Judy King en la serie Orange is the New Black

## Biografía
Blair Brown nació en Washington D. C., hija de Elizabeth Ann, profesora, y Milton Henry Brown, un agente de inteligencia de Estados Unidos. Se graduó en la escuela privada The Madeira School en Virginia antes de acudir a la National Theatre School of Canada, donde se graduó en 1969. Ganó relevancia como actriz participante en el Stratford Shakespeare Festival de Canadá.
Ha tenido una relación con el actor Richard Jordan, a quien conoció filmando la miniserie Captains and the Kings en 1976. Vivieron juntos desde ese mismo año hasta 1985 y tienen un hijo, Robert Anson Jordan III, nacido en 1983.
Actualmente reside en Nueva York.

## Carrera

### Películas
El primer papel de Brown fue en la ganadora de un premio Óscar Vida de un estudiante (1973) y su primer papel protagonista fue en The Choirboys (1977). Entre otras, también ha aparecido en Altered States o Stealing Home. Su papel más importante lo tuvo en la película Continental Divide (1981), donde fue protagonista junto con John Belushi en 1981, una interpretación que le valió su primera nominación a los Globos de Oro en la categoría de Mejor Actriz de comedia o musical. 
También ha tenido papeles en las películas And I Alone Survived (1978), Strapless (1989), The Astronaut's Wife (1999), la película de Clint Eastwood Space Cowboys (2000), el film de Lars von Trier Dogville, o las dirigidas por Kevin Bacon Loverboy (2005) y The Sentinel (2006).

## Escenarios
Sus trabajos fuera de Broadway han sido funciones en teatros regionales y algunos roles son: The Clean House (Lincoln Center Theatre), La tempestad (McCarter Theatre Center), A Little Night Music (El Centro John F. Kennedy para las Artes Escénicas), Humble Boy (Manhattan Theatre Club), My Life as a Fairy Tale, dirigida por Chen Shi-Zheng," Comedia de las equivocaciones de Teatro "(New York Shakespeare Festival) y las estaciones en Stratford (Ontario) Shakespeare Festival y Guthrie de Minneapolis .
La carrera cinematográfica de Brown incluye papeles en "Dark Matter", "The Sentinel", "Dogville", "Space Cowboys", "The Astronaut's Wife", "Altered States", "Continental Dividel", "Strapless", "Stealing Home", "A Flash of Green" y en "Orange Is The New Black" como Judy King.
También ha dirigido producciones como Rosemary and I (Passage Theatre Company), Lovely Day (Play Company) y A Femenine Ending (Playwrights Horizons); además de narrar más de 50 documentales y libros de audio. 